# Hogneau
Grande Honnelle
L’Hogneau, également écrit Honniau ou Grande Honnelle pour sa partie coulant en Belgique, est une rivière franco-belge du nord de la France (Avesnois) et Hainaut, affluent de la Haine et donc sous-affluent du fleuve l'Escaut.

## Géographie
L'Hogneau prend sa source dans le bois Delhaye à La Longueville à 144 mètres d'altitude, passe à Gussignies et Bellignies, franchit la frontière belge à Autreppe, et repasse en France entre Quiévrain (Belgique) et Crespin (France) pour se jeter dans la Haine au nord de Valenciennes, à l’aval de la commune Thivencelle, à 14 mètres d'altitude.
La longueur de son cours d'eau est de 37,6 km ou 35,5 km.
En Belgique, sur un parcours de 12 km,, l'Hogneau est connu sous le nom de Grande Honnelle.

### Communes traversées
En France, l'Hogneau traverse dans le seul département du Nord les neuf communes suivantes, de l'amont vers l'aval, de La Longueville (source), Audignies, Taisnières-sur-Hon, Hon-Hergies, Houdain-lez-Bavay, Bellignies, Gussignies, Crespin, Thivencelle (confluence).

## Affluents

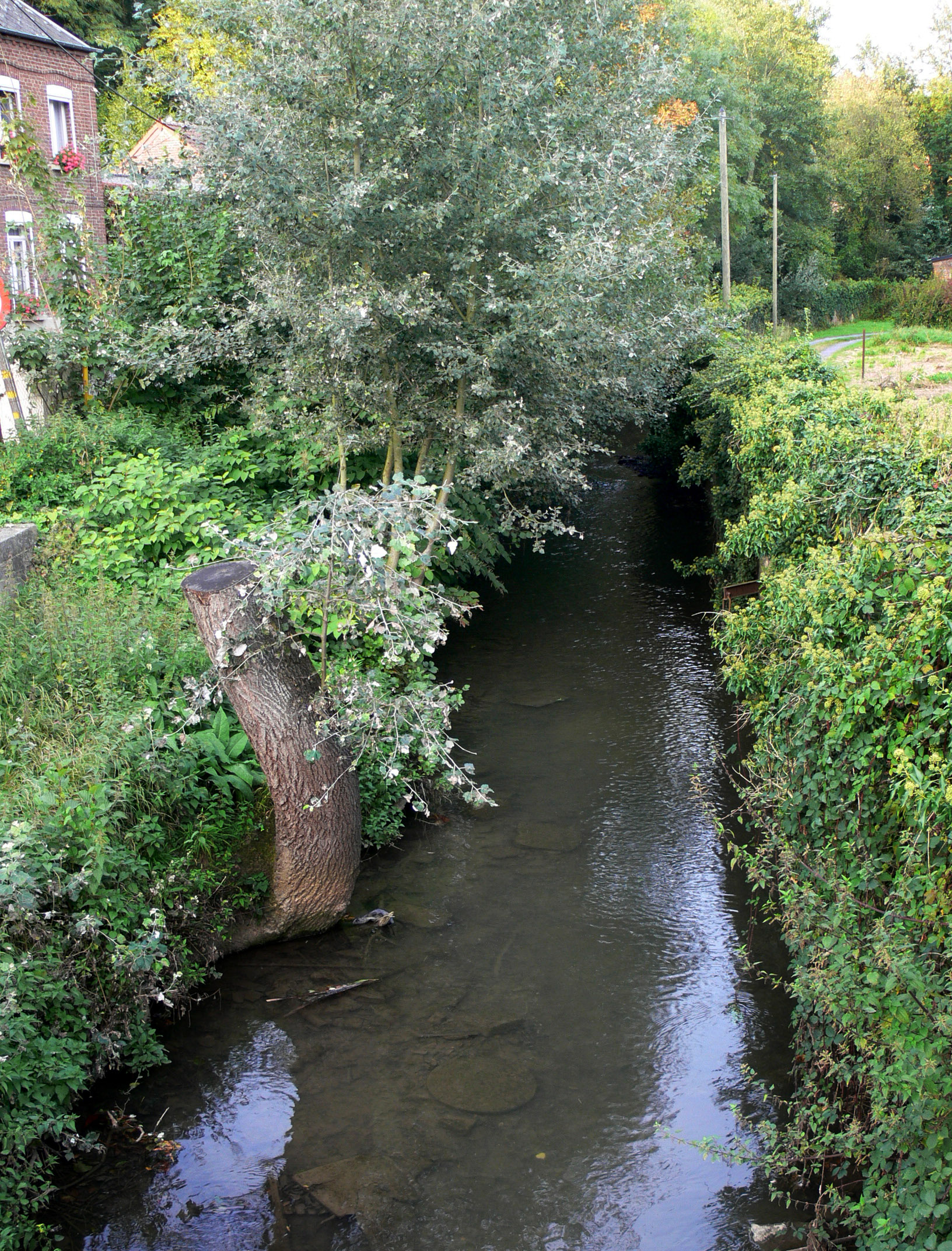
L'Hogneau à Bellignies.

L’Hogneau a seize affluents référencés au SANDRE, dont :
- la Petite Honnelle (rd[note 1]) (en Belgique)[3],
- l'Aunelle (rg) (26,3 km),
- le ruisseau de la Source (rg) et
- le ruisseau de Bavay (rg).

### Ruisseau de Bavay
Le ruisseau de Bavay est un affluent rive gauche de l'Hogneau, long de 14,1 km, dont 12,6 km en France. Il prend sa source à Locquignol puis traverse Obies, Mecquignies, Bavay, Saint-Waast, Bellignies, Bettrechies et enfin Gussignies où se trouve la confluence.

## Hydrologie
Une station hydrométrique existe sur l’Hogneau à Thivencelle, gérée par la DIREN Nord-Pas-de-Calais, pour un bassin versant de 240 km2. 

Une autre a existé à Gussignies de 1971 à 1995 (bassin versant de 91 km2).
L'atlas des zones inondables en cours de réalisation dans la région ne couvre pas l'Hogneau.

## Espaces protégés
Une zone protégée par un arrêté préfectoral de protection du biotope, liée notamment à la présence de la Gagée à spathe est présente au sud-ouest du bassin-versant et inclut notamment le Bois Delhaye, donc la source de l'Hogneau.
La réserve naturelle régionale du Bois d'Encade assure la protection des berges peu avant sa traversée de la frontière. La réserve naturelle régionale de la carrière des Nerviens longe un affluent de l'Hogneau, le ruisseau de Bavay.